# Polina Schmal
Polina Schmal (* 2004 in Berlin) ist eine deutsche Schauspielerin in Film, Fernsehen und Theater. Bekannt wurde sie für ihre Rollen als Almut Kruse aus den Serien Praxis mit Meerblick und als Emma Sehfried aus der Serie Mit Herz und Holly.

## Leben und Karriere
Polina Schmal ist eine Nachwuchsschauspielerin mit deutsch-russischer Nationalität, geboren im Jahr 2004 in Berlin. Sie spricht Deutsch und Russisch
als Muttersprache und wurde als Schauspielerin an der Musikfachschule Rimskii-Korsakow dem Sankt Petersburger Konservatorium ausgebildet
. 2018–2020 absolvierte sie beim jungen Ensemble des Friedrichstadt-Palast Berlin, ihre Ausbildung in den Bereichen Tanz, Schauspiel und Gesang.
Erfahrungen sammelte sie bereits als Kind bei Theateraufführungen und Werbespots und Auftritten in den Serien Löwenzahn, Notruf Hafenkante, Shift und der Netflix Serie The Grimm Reality. Kleine Rollen hatte sie in den Filmen Der mit dem Schlag und das Das fliegende Klassenzimmer.
Bekannt wurde sie in der Rolle als Emma Sehfried aus der Serie Mit Herz und Holly. 2025 war sie als Almut Kruse in der Fernsehreihe Praxis mit Meerblick zu sehen.

## Filmografie (Auswahl)
- 2010: Löwenzahn (Fernsehserie)[4]
- 2015–2021: Notruf Hafenkante (Fernsehserie, 2 Folgen)
- 2016: Der mit dem Schlag (Fernsehfilm)
- 2022: Shift (Fernsehserie)[4]
- 2023: Das fliegende Klassenzimmer[4]
- 2023: The Grimm Reality (Fernsehserie)[4]
- 2023–2024: Mit Herz und Holly (Fernsehserie, 4 Folgen)
- 2024: Bettys Diagnose (Fernsehserie, 1 Folge)
- 2025: Praxis mit Meerblick – Neun Leben (Fernsehreihe)[2]

## Theater (Auswahl)
Friedrichstadt - Palast
- 2018–2019: Spiel mit der Zeit (Regie: Andreana Clemenz)[4]
- 2019–2020: Im Labyrinth der Bücher (Regie: Andreana Clemenz)[4]